# Швеция на «Детском Евровидении — 2003»
Швеция дебютировала на «Детском Евровидении — 2003», проходившем в Копенгагене, Дания, 15 ноября 2003 года. На конкурсе страну представил дуэт Honeypies с песней «Stoppa mig», выступивший четырнадцатым. Он занял пятнадцатое место, набрав 12 баллов.

## Национальный отбор
1300 заявок было прислано в SVT, и 10 из них были выбраны для национального отбора, прошедшего 4 октября 2003 года. Ведущим отбора были Виктория Дайринг и Пер Синдинг-Ларсен. Победитель был определён комбинацией голосов от жюри и телезрителей (50/50).
| Lilla Melodifestivalen 2003 — 4 октября 2003 | Lilla Melodifestivalen 2003 — 4 октября 2003 | Lilla Melodifestivalen 2003 — 4 октября 2003 | Lilla Melodifestivalen 2003 — 4 октября 2003 | Lilla Melodifestivalen 2003 — 4 октября 2003 | Lilla Melodifestivalen 2003 — 4 октября 2003 | Lilla Melodifestivalen 2003 — 4 октября 2003 |
| №                                            | Артист                                       | Песня                                        | Жюри                                         | Телезрители                                  | Баллы                                        | Место                                        |
| -------------------------------------------- | -------------------------------------------- | -------------------------------------------- | -------------------------------------------- | -------------------------------------------- | -------------------------------------------- | -------------------------------------------- |
| 01                                           | Wednesday                                    | «Det är så det ska va»                       | 28                                           | 40                                           | 68                                           | 3                                            |
| 02                                           | Вера и Вендела                               | «Vänner»                                     | 12                                           | 10                                           | 22                                           | 9                                            |
| 03                                           | Даниэль и Лукас                              | «Data-hop»                                   | 24                                           | 20                                           | 44                                           | 6                                            |
| 04                                           | Софи Люнгберг                                | «Du finns i mitt hjärta»                     | 38                                           | 30                                           | 68                                           | 4                                            |
| 05                                           | V.Ä.N.N.E.R                                  | «För att du är min vän»                      | 20                                           | 10                                           | 30                                           | 8                                            |
| 06                                           | Sebbe                                        | «Om jag gillar någon»                        | 22                                           | 10                                           | 32                                           | 7                                            |
| 07                                           | Honeypies                                    | «Stoppa mig»                                 | 32                                           | 50                                           | 82                                           | 1                                            |
| 08                                           | Dragonheartz                                 | «Om du»                                      | 12                                           | 10                                           | 22                                           | 10                                           |
| 09                                           | Патрик Олссон                                | «Sommarsol»                                  | 42                                           | 10                                           | 52                                           | 5                                            |
| 10                                           | Феликс Хвит                                  | «För den jag är»                             | 20                                           | 60                                           | 80                                           | 2                                            |

## На «Детском Евровидении»
Финал конкурса транслировал телеканал SVT1, комментатором которого была Виктория Дайринг. Дуэт Honeypies выступил под четырнадцатым номером перед Мальтой и после Дании, и занял пятнадцатое место, набрав 12 баллов.

## Голосование[6]
| Баллы     | Страна      |
| --------- | ----------- |
| 12 баллов |             |
| 10 баллов |             |
| 8 баллов  |             |
| 7 баллов  |             |
| 6 баллов  |             |
| 5 баллов  | Дания       |
| 4 балла   |             |
| 3 балла   | Испания     |
| 2 балла   | Норвегия    |
| 1 балл    | Кипр Мальта |

| Баллы     | Страна             |
| --------- | ------------------ |
| 12 баллов | Дания              |
| 10 баллов | Великобритания     |
| 8 баллов  | Хорватия           |
| 7 баллов  | Белоруссия         |
| 6 баллов  | Испания            |
| 5 баллов  | Бельгия            |
| 4 балла   | Норвегия           |
| 3 балла   | Греция             |
| 2 балла   | Мальта             |
| 1 балл    | Северная Македония |